# Phil Rosen
Phil Rosen (8 de maio de 1888 – 22 de outubro de 1951) foi um cineasta norte-americano nascido na Alemanha. Ele dirigiu 142 filmes entre 1915 e 1949. 
Nasceu Philip E. Rosen, na Marienburg, Prússia Ocidental (agora Malbork, Polônia), e faleceu aos 63 anos, em Hollywood, Califórnia, Estados Unidos, vítima de um ataque cardíaco. Ele foi um dos fundadores da American Society of Cinematographers. Foi casado com a modelo e atriz Joyzelle Joyner (en).

## Filmografia selecionada
- The Heart of Maryland (1915)
- Romeo and Juliet (1916)
- Her Greatest Love (1917)
- The Spreading Dawn (1917)
- The Double Hold-Up (1919)
- Charlie Chan in the Scarlet Clue (1945)
- Charlie Chan in the Jade Mask (1945)
- Captain Tugboat Annie (1945)
- The Shadow Returns (1946)
- The Secret of St. Ives (1949)